# Mathias Cormann
Mathias Hubert Paul Cormann (Eupen, 20 september 1970) is een Australisch politicus van Belgische origine. Sinds 1 juni 2021 is hij secretaris-generaal van de Organisatie voor Economische Samenwerking en Ontwikkeling (OESO).
Cormann is lid van de centrumrechtse Liberal Party of Australia en zetelde tussen 2007 en 2020 in de Australische senaat. Van september 2013 tot oktober 2020 was hij tevens onderminister van Financiën in de Australische regering.

## Biografie
Mathias Cormann werd geboren in Eupen (België) en emigreerde in 1996 naar Australië. Opmerkelijk hierbij is dat hij tot nauwelijks enkele jaren voor zijn vertrek geen Engels sprak, iets wat hij leerde wanneer hij als 23-jarige als Erasmusstudent naar Norwich trok.
Zijn eerste stappen in de politiek deed hij reeds in België in 1991, toen hij lid was van de Christlich Soziale Partei (CSP) en nadien gemeenteraadslid te Raeren.
Cormann is een alumnus van de faculteit rechten van de Katholieke Universiteit Leuven, maar aangezien hij zijn Belgische rechtendiploma in Australië niet kon valideren, werkte hij na zijn aankomst tijdelijk als tuinman. Hij sloot zich aan bij de Liberal Party of Australia in 1996, waar hij in 2000 Senior Vice President werd voor de afdeling in Perth. In 2003 werd hij Vice President en in 2004 Senior Vice President voor de deelstaat West-Australië, een functie die hij tot 2008 bekleedde. In 2007 werd hij lid van de Australische Senaat, toen hij door het parlement van West-Australië werd verkozen als opvolger van senator Ian Campbell. Hij werd in zijn mandaat bevestigd tijdens de federale verkiezingen van 2010 en 2016. Tussen 2008 en 2013 zat hij in de oppositie en was hij als schaduwminister verantwoordelijk voor begroting, budget en pensioenen.
In september 2013 werd Cormann benoemd tot onderminister van Financiën in de regering van premier Tony Abbott. Hij behield dit ambt tevens in de opvolgende regeringen Turnbull I (2015–2016), Turnbull II (2016–2018), Morrison I (2018–2019) en Morrison II (2019–2020). Toen premier Malcolm Turnbull in februari 2018 op staatsbezoek was in de Verenigde Staten nam Cormann enkele dagen het premierschap waar. Normaal was dit de bevoegdheid van vicepremier Barnaby Joyce, maar omdat deze in de problemen was geraakt wegens zijn dubbele nationaliteit kon hij het waarnemend premierschap niet op zich nemen.
In oktober 2020 trad Cormann af als minister en senator, om zich kandidaat te stellen voor de functie van secretaris-generaal van de Organisatie voor Economische Samenwerking en Ontwikkeling (OESO). Op 12 maart 2021 werd hij ook daadwerkelijk voor deze functie verkozen. Zijn vijfjarige ambtstermijn ging van start op 1 juni 2021.

### Persoonlijk
Mathias Cormann is getrouwd en heeft twee dochters. Daarnaast is hij piloot met een private pilot licence.